# Sarah Ayton
Sarah Lianne Ayton (Ashford, 9 aprile 1980) è una velista britannica.
Ha vinto due medaglie olimpiche, una medaglia d'oro alle Olimpiadi 2004 di Atene nella Classe Yngling e una alle Olimpiadi 2008 svoltesi a Pechino, anche in questo caso nello Yngling. Nella prima occasione ha gareggiato con Sarah Webb e Shirley Robertson, mentre nel 2008 con Sarah Webb e Pippa Wilson.
Ha vinto anche due campionati mondiali (2007 e 2008) e uno europeo (2008) nello Yngling.